# Adda
|  | Per a altres significats sobre Riu Adda, vegeu «Afon Adda». |

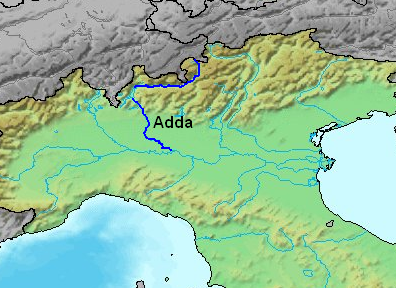
Situació del riu Adda

L'Adda (en llatí Addua, en grec antic Ἀδούας) és un riu del nord d'Itàlia afluent per l'esquerra del riu Po. Té 313 km de longitud.
Segons Estrabó i Plini el Vell era un riu de la Gàl·lia Cisalpina, un dels grans afluents que fan baixar les aigües des dels Alps fins al Po. Neix als Alps orientals prop de Bormio, i desemboca a través de la Valtellina, al Lacus Larius o Lago di Como, d'on torna a sortir a l'extrem sud-est prop de Lecco, i des d'allí segueix el seu curs fins al Po, on desemboca entre Placentia i Cremona. Al tram final sembla que feia frontera entre els ínsubres i els cenòmans. És un riu ample on les seves aigües blaves són molt ràpides, diu Claudi Claudià. Estrabó diu que neix al massís d'Adula, als Alps occidentals, on segons ell, també hi neix el Rin, cosa que és un error i s'atribueix al poc coneixement directe que el geògraf tenia d'aquella part del territori.